# 合答安
合答安（?—?），蒙古帝国人物。元太祖成吉思汗第四斡儿朵可敦（皇后）。
蒙古泰赤乌部速勒逊都氏锁儿罕失剌之女，赤老温之妹。铁木真为泰赤乌人塔里忽台所获，逃走到合答安家。合答安把铁木真藏在羊毛车中。追赶的人到了，想搜羊毛车，合答安说：“天气暑热如此，羊毛中能藏人吗？我和你们是一家人，顾怎么这样怀疑我。”追赶的人才走了。
西元1201年，铁木真於闊亦田之戰擊灭泰赤乌部，合答安之夫为乱兵所杀，合答安望见铁木真，大呼：“铁木真救我。”铁木真下令释放了她，以旧恩纳为可敦。此時，合答安已年近40。

## 延伸阅读
[在维基数据编辑]
 《新元史/卷104》，出自柯劭忞《新元史》